# Roncà
För andra betydelser, se Ronca.
Roncà är en ort och kommun i provinsen Verona i regionen Veneto i Italien. Kommunen hade 3 809 invånare (2018).